# Experimentalflugzeug

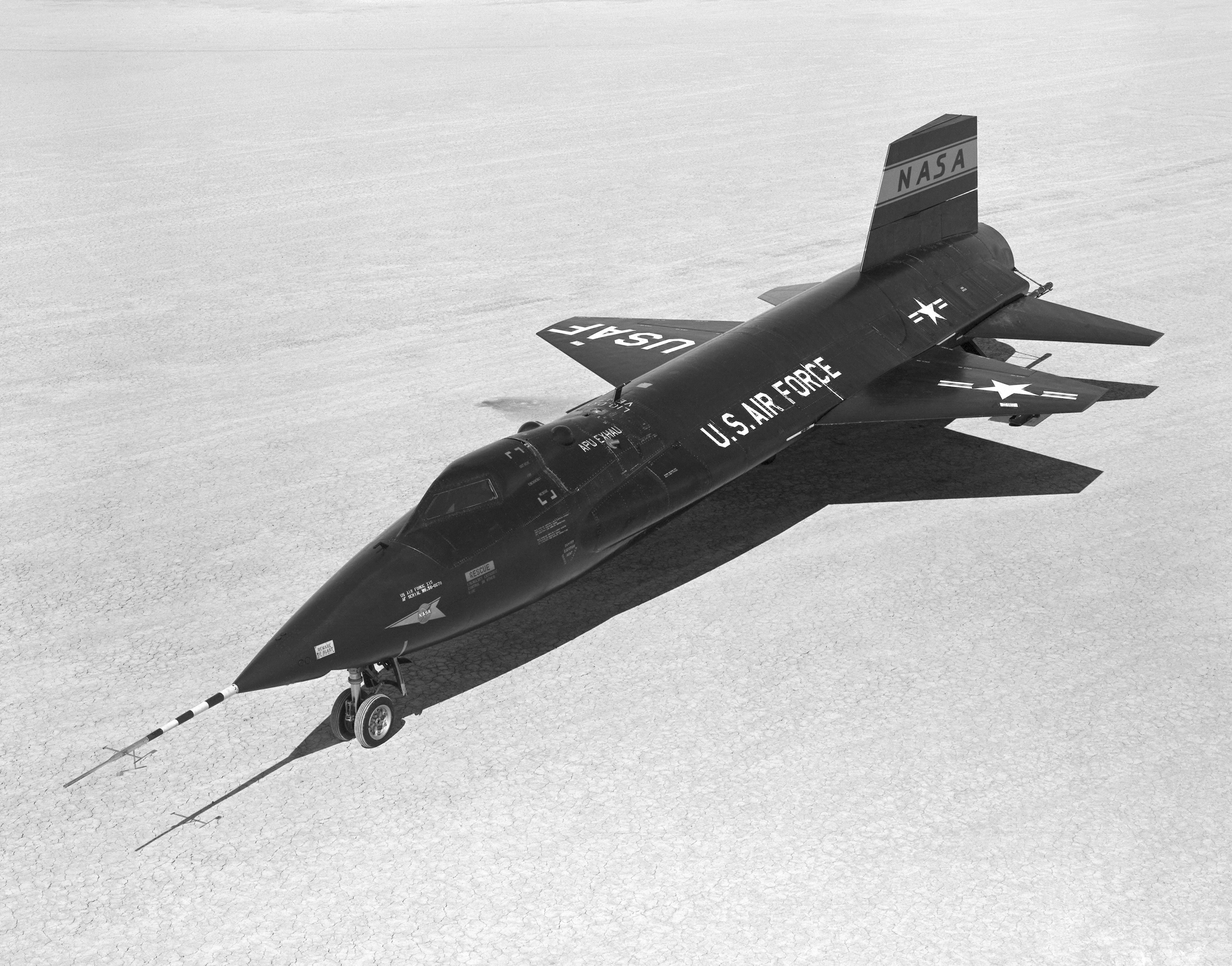
North American X-15: Grundlagenuntersuchungen zum Hochgeschwindigkeitsflug

Der Begriff Experimentalflugzeug wird in der Luftfahrt für ein breites Spektrum spezieller Flugzeuge verwendet, die für technische und wissenschaftliche Experimente vorgesehen sind. Sowohl die Art und das Ziel der Versuche, die mit diesen Flugzeugen durchgeführt werden, als auch die Entwicklung bzw. Umrüstung von Flugzeugen, die als Experimentalflugzeuge genutzt werden, können sehr unterschiedlich sein. Vielfach werden auch synonym die Bezeichnungen Versuchsflugzeug oder  Forschungsflugzeug verwendet. Allen Experimentalflugzeugen ist gemeinsam, dass sie entweder Einzelstücke sind oder nur in einer kleinen Serie von wenigen Exemplaren hergestellt oder umgerüstet werden. Rechtlich wird ein Flugzeug, für das aktuell keine Musterzulassung existiert, grundsätzlich als Experimentalflugzeug zugelassen.

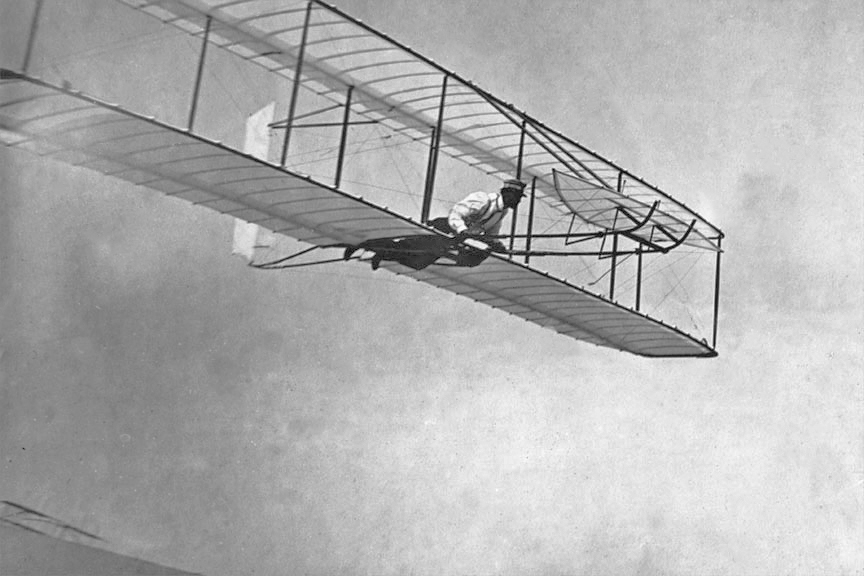
1902 Wright Glider: Entwicklung der aerodynamischen Flugsteuerung für alle drei Raumachsen, 1902

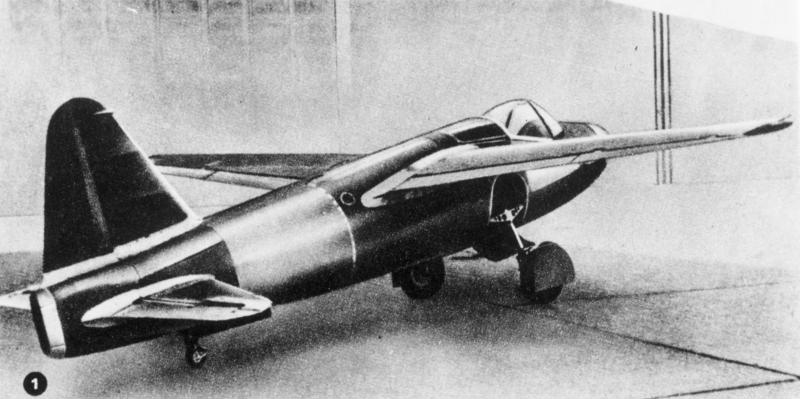
Heinkel He 178: Grundlagenforschung zum Strahlantrieb in einem Flugzeug, 1939

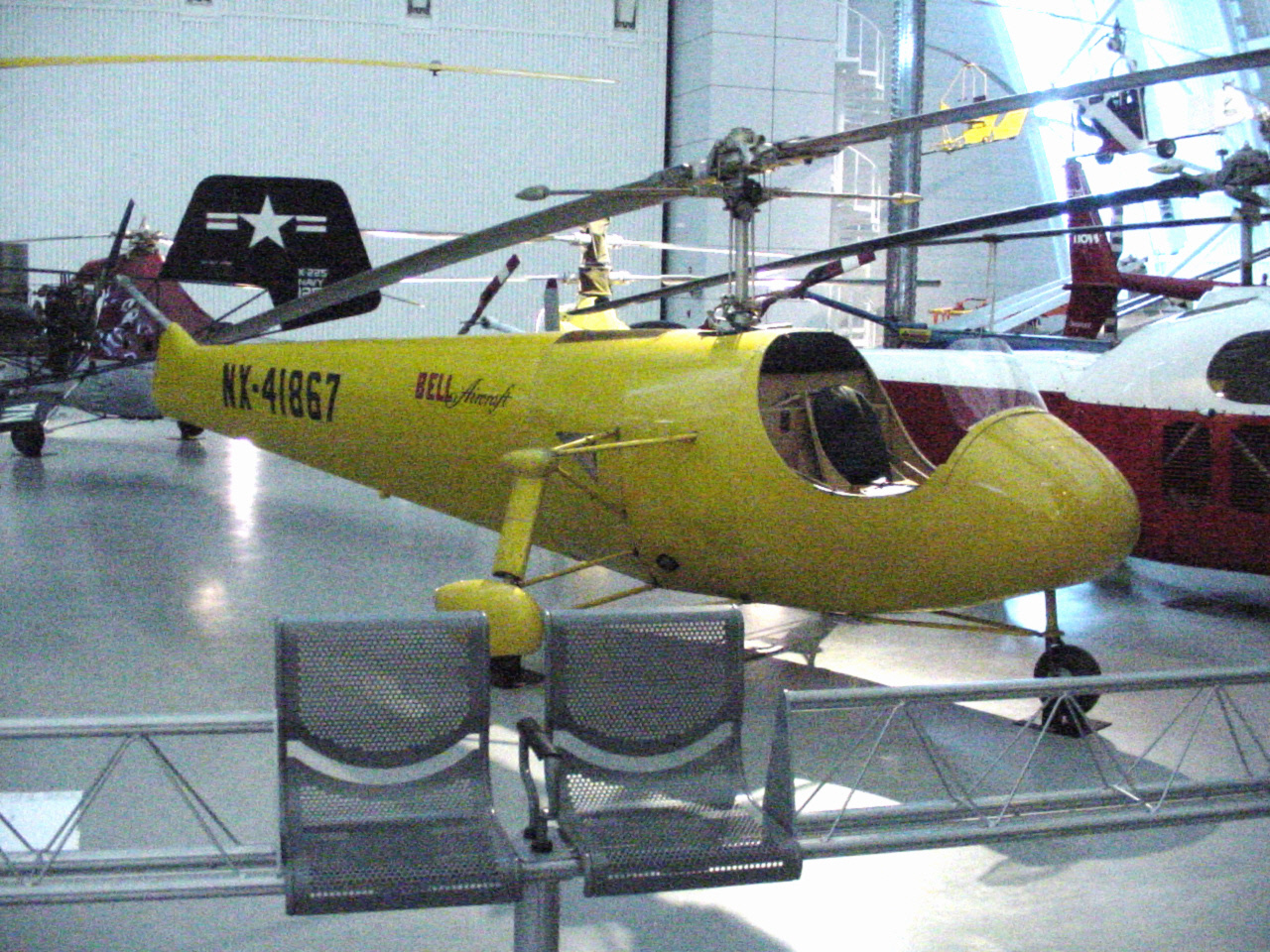
Bell Model 30 Ship 1A: Grundlagenforschung zum Helikopter, 1942

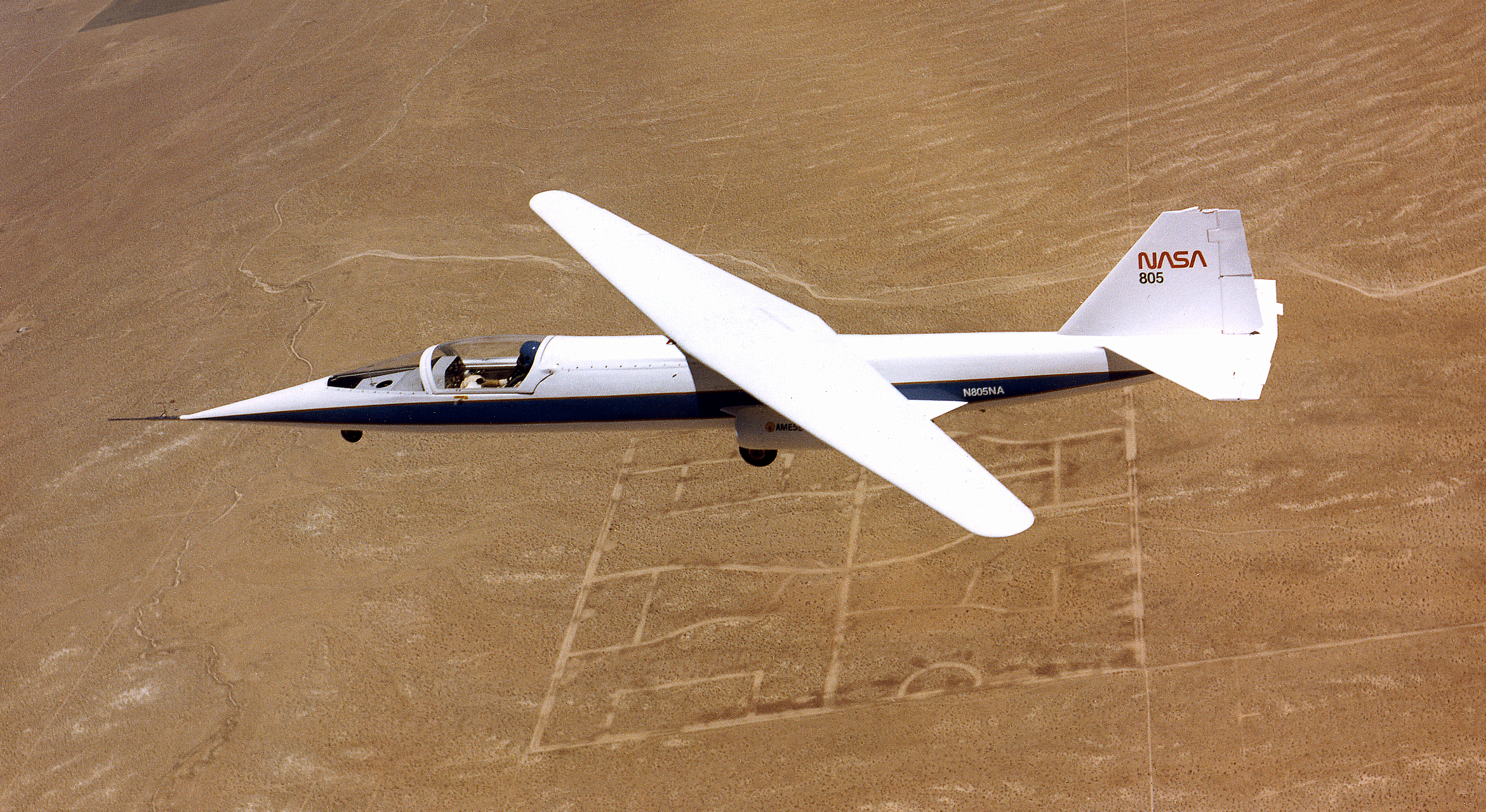
NASA AD-1: Grundlagenforschung zur Machbarkeit eines Oblique Wing Flugzeugs, 1979

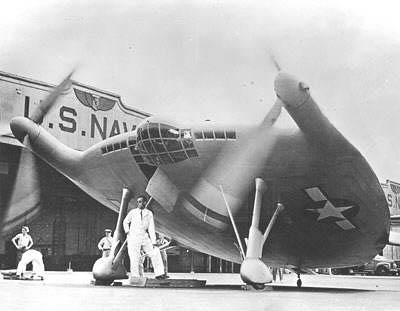
Bodenerprobung der Chance Vought V-173 („Flying Pancake“), aufgenommen 1942

## Betreiber
Die international bekanntesten Institutionen, die regelmäßig Versuchsflugzeuge betreiben, sind in den USA die NASA und in Großbritannien das Royal Aircraft Establishment.
In den USA werden aber auch von den einzelnen Waffengattungen Versuchseinrichtungen betrieben. Für die US Air Force ist dies das US Air Force Operational Test And Evaluation Centre 
und für die US Navy die Naval Air Station Patuxent River („NAVAIR“).
In Deutschland ist im zivilen Bereich das Zentrum für Luft- und Raumfahrt der Betreiber einer größeren Flotte von Forschungsflugzeugen. Aber auch das Bundesministerium für Bildung und Forschung (BMBF) übernimmt in einzelnen Projekten den Großteil der Kosten (s. HALO). Im militärischen Bereich werden ähnliche Aufgaben im Bereich Ausrüstung, Informationstechnik und Nutzung (AIN) seit 1957 von der Wehrtechnischen Dienststelle 61 übernommen. Vor und während des Zweiten Weltkriegs war die Erprobungsstelle Rechlin Betreiber von Versuchsmustern.

## Verwendung
Die nachfolgend vorgenommene Kategorisierung der Verwendung von Versuchsflugzeugen beruht auf einer Einteilung anhand der typischen Einsatzmöglichkeiten und einem gemeinsamen Einsatzhintergrund. Aus der Literatur ist jedoch keine anerkannte Einteilung in dieser Form bekannt, wobei natürlich zwischen den einzelnen Kategorien durchaus fließende Übergänge vorliegen können.

### Forschungsflugzeuge – Grundlagenuntersuchungen
Im Bereich der angewandten Forschung werden Flugzeuge eingesetzt, die von der Konzeption her nur als Versuchsflugzeuge gedacht sind. Es werden grundlegende Lösungen für technisch-wissenschaftliche Fragestellungen im Bereich der Aerodynamik, des Triebwerkbaus und der grundlegenden Auslegung von Flugzeugen gesucht. Ebenso kann unter diesem Punkt die Forschungstätigkeit im Zusammenhang mit der technischen Umsetzbarkeit von physikalischen Effekten, die als im Flugzeugbau verwendbar angesehen werden, eingeordnet werden.
Die Konstruktionen, die in der Anfangszeit der Luftfahrt entstanden, kann man im weiteren Sinne generell als Forschungsflugzeuge bezeichnen, da nur wenig über die physikalischen Grundlagen der Aerodynamik und über die baulichen Anforderungen an ein sicheres Flugzeug bekannt war. Jedes neu gebaute Flugzeug unterschied sich, zumindest in Details von seinem Vorgänger, da die zuvor gewonnenen Erkenntnisse berücksichtigt wurden.
Eines der ersten Versuchsflugzeuge mit einem Forschungszweck im engeren Sinne war sicher die Junkers J1, die 1915 zum ersten Mal flog. Das Untersuchungsziel war die grundlegende Erprobung neuer Konstruktionsprinzipien. Dazu gehörten:
- Freitragende Ganzmetallbauweise
- Neuartiger konstruktiver Aufbau ähnlich einem Monocoque, mit einer teilweisen Aufnahme von Kräften durch die Flugzeughaut.

Zu dieser Kategorie gehört die Mehrzahl der US-amerikanischen Flugzeuge, die von der NASA und der USAF betrieben wurden und Bezeichnungen innerhalb der „X“ Reihe erhielten.
Weitere Beispiele:
- Junkers Ju 49 – Höhenforschungsflugzeug der Deutschen Versuchsanstalt für Luftfahrt (DVL)
- He 176 – Erprobung neuartiger Antriebe (Raketenantrieb)
- He 178 – Erprobung neuartiger Antriebe (Strahlantrieb)
- Avro 707 – Eigenschaften eines neuartigen Flügelgrundrisses im kleinen Maßstab
- NASA AD-1 – Machbarkeit unkonventioneller Layouts (Oblique Wing)
- Antares DLR-H2 – Brennstoffzellen als APU in Verkehrsflugzeugen[5]

### Einsatzorientierte Forschungsflugzeuge
Flugzeuge, die die praktische Umsetzbarkeit der in den Grundlagenuntersuchungen gefundenen Lösungen für einen spezifischen Einsatzzweck zeigen sollen. Ebenso fällt hierunter die Optimierung der grundsätzlich als durchführbar gefundenen Lösungen für eine vorgegebene Rolle.
Das erste Versuchsflugzeug dieser Kategorie war vielleicht die 1916 gebaute Junkers J2. Die grundsätzlichen Erkenntnisse zum Ganzmetallbau, die bei der Junkers J1 gewonnen wurden, sollten in einem Jagdflugzeug umgesetzt werden.
Weitere Beispiele:
- Lockheed XFV-1, Convair XFY-1 – Eignung von VTOL-Flugzeugen für die Rolle als militärisches Jagdflugzeug
- Do 31, XC-142 – Eignung von VTOL-Flugzeugen als ziviler und militärischer Transporter
- X-35 – Einsatz einer einfachen S/VTOL-Technologie für ein Hochleistungsjagdflugzeug
- XB-35, XB-49 – Eignung der Nurflügelauslegung für den Einsatz als Bomber
- XP-55 – Eignung der Nurflügelauslegung für den Einsatz als Jagdflugzeug

### Prototypen als Erprobungsflugzeuge

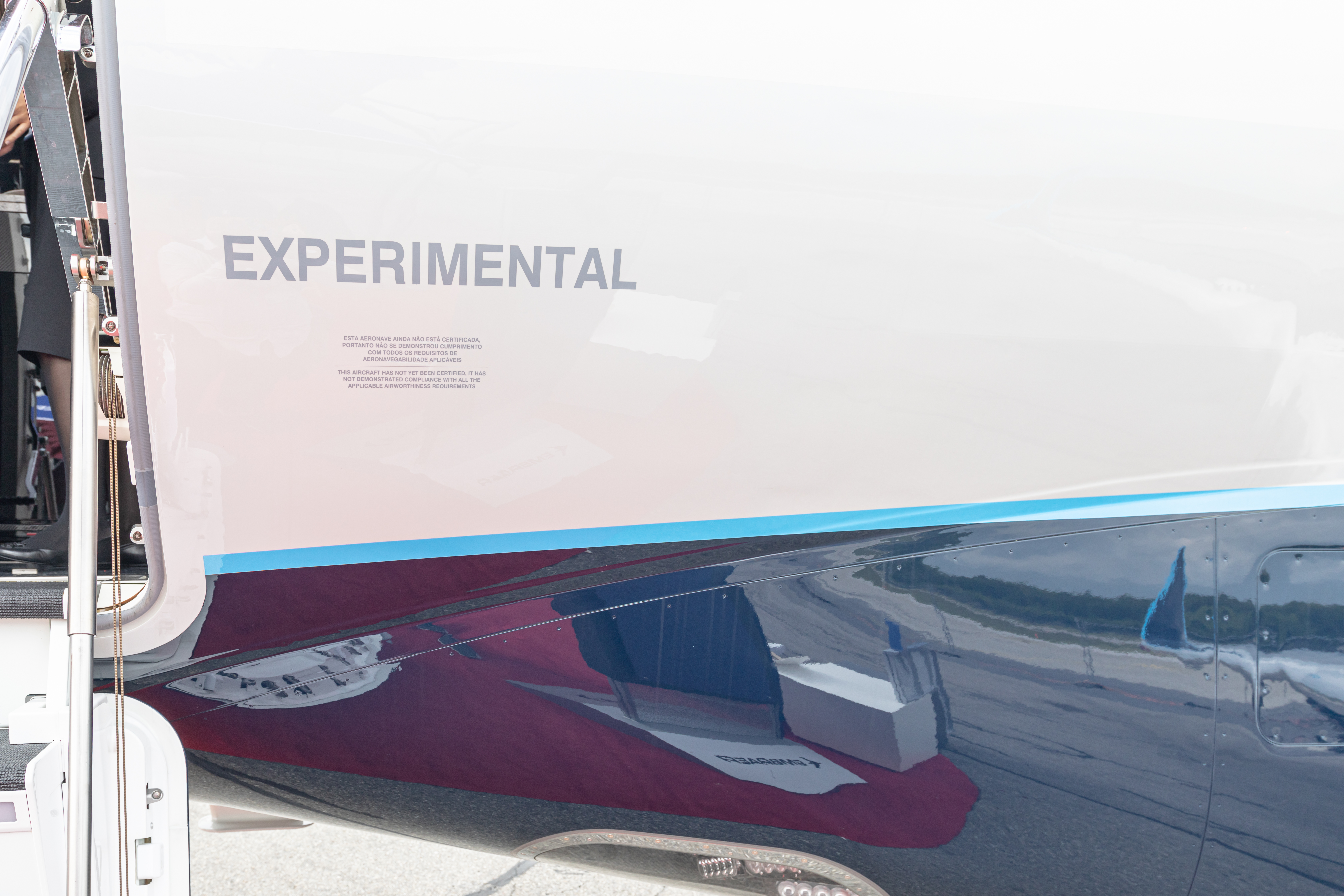
Markierung „Experimental“ auf einem Prototyp

Flugzeuge, die ursprünglich als Prototypen einer Serienfertigung geplant waren, bleiben manchmal Einzelexemplare. Dies kann z. B. dadurch bedingt sein, dass sich die Anforderungen an das in Auftrag gegebene Flugzeug kurzfristig geändert haben. Es ist aber genauso möglich, dass durch den Einsatz ungenügend erprobter Technologien sich nicht vorhersehbare Schwierigkeiten ergeben können, die eine Serienfertigung verhindern. Die bereits produzierten Exemplare werden in Einzelfällen dazu verwendet neue Technologien zu erproben, v. a. dann wenn der Grund des Abbruchs der Serienfertigung durch unerprobte technische Umsetzungen bedingt war.
Beispiele:
- Short Sperrin – Triebwerkserprobung
- XB-70 – Machbarkeit eines Mach-3-Bombenflugzeugs

Auch Prototypen, die vom Hersteller nicht verkauft wurden, können als Versuchsflugzeuge verwendet werden. Ein bekanntes Beispiel dafür ist die Boeing 367-80 „Dash-80“, die zuerst als Prototyp für die KC-135 und Boeing 707 diente, anschließend aber noch viele Jahre als Flugzeug für unterschiedliche Versuchsprogramme eingesetzt wurde.

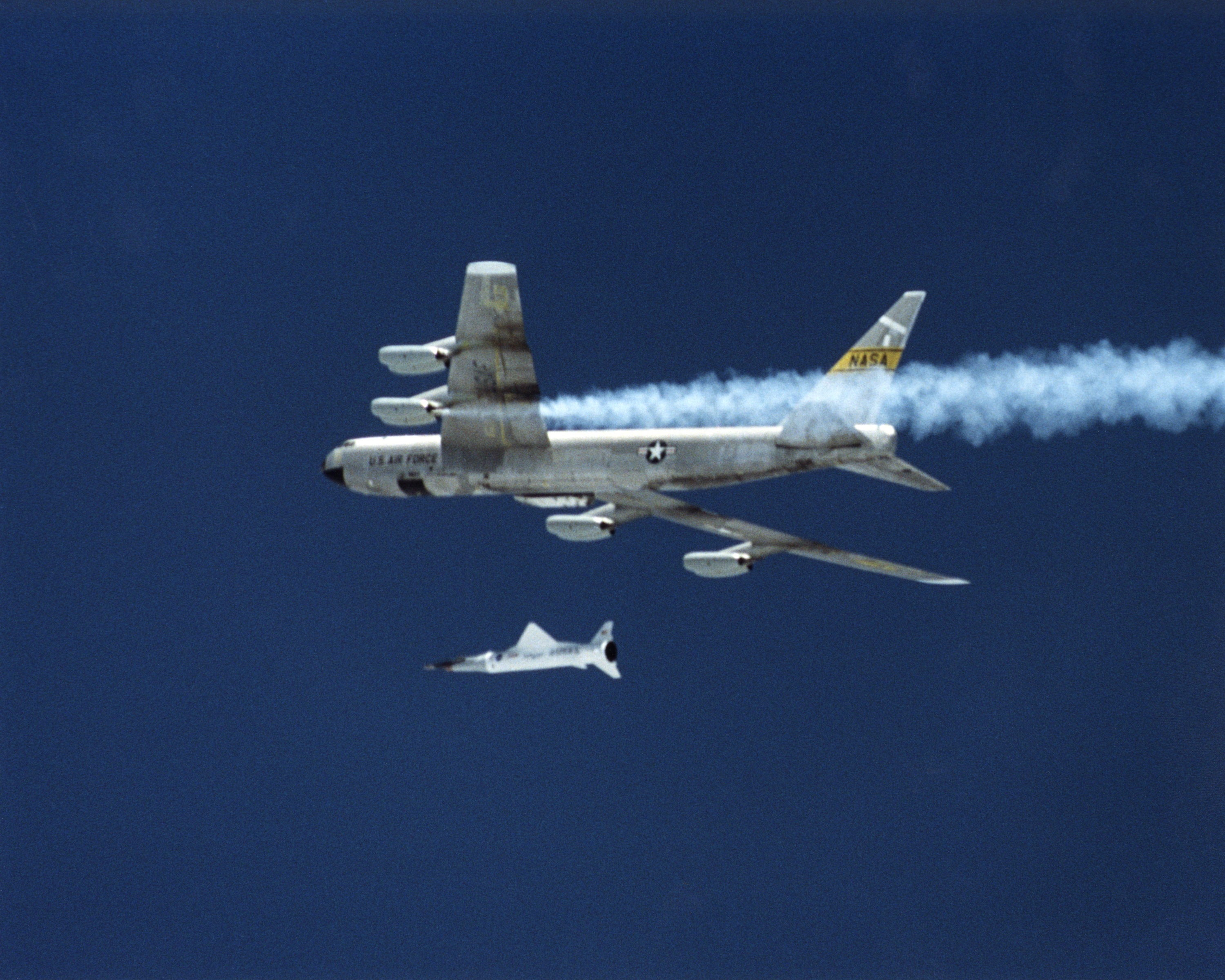
Boeing NB-52 als Träger für die X-43

### Umgerüstete Serienflugzeuge als Versuchsträger
Aus einer laufenden oder auch bereits abgeschlossenen Serienfertigung werden Einzelexemplare zu Testträgern für unerprobte Geräte, Triebwerke usw. umgerüstet.
Beispiele:
- Focke-Wulf Fw 58 – Untersuchungen zur Grenzschichtabsaugung
- Boeing NB-52 – Trägerflugzeug für verschiedene nicht eigenstartfähige Luftfahrzeuge
- Avro Vulcan – Fliegender Prüfstand für das Concorde-Triebwerk
- Lockheed F-104 G CCV – Versuchsträger für die Nutzung einer Fly-by-Wire-Steuerung bei vorgegebenem instabilen Flugverhalten zur Entwicklung von Kampfflugzeugen der Generation 4 bzw. 4+

### Sonstige Forschungsflugzeuge
Dazu zählen alle Flugzeuge, die für Forschungsthemen außerhalb der flugzeugbezogenen Technik eingesetzt werden. Vorwiegend sind dies Flugzeuge, die als Träger für Experimente dienen, die nur luftgestützt durchgeführt werden können.
Beispiele:
- Sammeln von meteorologischen Daten[6]
- Atmosphärenforschung, (z. B. High Altitude and Long Range Research Aircraft)[7][8]
- Träger für astronomische Teleskope, (z. B. Stratospheric Observatory For Infrared Astronomy)[9]
- Taifunvorhersage[10]
- Sammeln von Luftproben (CV-990 der NASA)

In Deutschland wird der Begriff „Forschungsflugzeug“ fast ausschließlich für diese Kategorie von Versuchsflugzeugen verwendet. In den USA steht „Research Aircraft“ jedoch auch für den Einsatz von Flugzeugen im Bereich grundlegend neuer Konzeptionen. Der Grund für diese unterschiedliche Begriffsverwendung kann darin liegen, dass in Deutschland so gut wie keine grundlegende Forschung im Bereich neuer Flugzeugkonzepte mehr betrieben wird. Anders war dies noch in den 1950er Jahren, als v. a. bei der Technologie senkrechtstartender Flugzeuge in Deutschland umfangreiche Grundlagenuntersuchungen durchgeführt wurden.
Gelegentlich werden auch Flugzeuge, die zur logistischen Unterstützung von Forschungsmaßnahmen/-expeditionen dienen, als Forschungsflugzeuge bezeichnet, obwohl sie ganz normale Serienflugzeuge darstellen.

## „X“ in der Flugzeugbezeichnung
Es besteht einige Konfusion bezüglich der Bedeutung des Prefixes „X“ in Flugzeugbezeichnungen der amerikanischen Streitkräfte.
Seit 1948 verwendet die USAF den Buchstaben „X“ als Kennzeichnung des Haupteinsatzzweckes Forschung (Research) bei Flugzeugen. Alle Flugzeuge dieser Bezeichnungsreihe können deshalb generell als Versuchsflugzeuge angesehen werden. Neben der USAF verwendet auch die NASA diese Bezeichnungsserie. Diese Flugzeuge sind meistens Einzelstücke, werden aber auch in geringer Serienauflage (z. B. sechs Exemplare X-1, drei Exemplare X-15, zwei Exemplare X-22) gebaut.
Dagegen ist der „X“-Zusatz in der Typenbezeichnung als Kennzeichnung für den experimentellen Status eines Luftfahrzeugs nicht gleichbedeutend mit einer Deklarierung des Typs als Experimentalflugzeug. Dieser Statuskennbuchstabe soll nur während der Entwicklungs- und Testphase benutzt werden. Wurde das Muster nicht in Serie gefertigt, setzte man natürlich oft das vorhandene Material für Forschungszwecke ein (z. B. XB-70). Seit 1962 wurde dieser Bezeichnungszusatz nicht mehr vergeben.
Die letzten vergebenen Nummern mit einem X-Prefix waren:
- Bei F-Serie: XF-104 Starfighter (1952)
- Bei B-Serie: XB-70 Valkyrie (1962)
- Bei C-Serie: XC-142 (1962)

Als Übergang zwischen Prototypstatus und Serienfertigung wurde bis 1962 manchmal das Vorserien-Statuskürzel „Y“ verwendet. Inzwischen gilt „Y“ offiziell als Statuskennbuchstabe für einen Prototyp, da durch die besseren technischen Berechnungs- und Planungsmöglichkeiten keine Prototypen im eigentlichen Sinne zur grundlegenden Erprobung der Konstruktion mehr hergestellt werden müssen.
Von Amateuren selbst gebaute Flugzeuge (sog. homebuilts), fliegen in den USA mit einem „Experimental Category Airworthiness Certificate“ und werden durch die Aufschrift Experimental gekennzeichnet, sie dürfen aber nicht mit Versuchsflugzeugen verwechselt werden (siehe auch Experimentalzulassung).

## Auswahl aktueller Testzentren
Die Liste fasst eine Auswahl aktueller Flugversuchsplätze und ihrer Betreiber zusammen.
- Eglin Air Force Base, Nellis AFB – US Air Force Operational Test And Evaluation Centre (AFOTEC)[12]
- Edwards Air Force Base (Kalifornien) – NASA (Dryden Flight Research Center)
- Naval Air Station Patuxent River – Erprobung aller US Navy bezogenen Luftfahrzeuge
- Farnborough (Hampshire) – Defence Science and Technology Laboratory (ehemalige Royal Aircraft Establishment) britische Testeinrichtung für Luftfahrzeuge
- Manching – Wehrtechnische Dienststelle 61 des Bereichs Ausrüstung, Informationstechnik und Nutzung (AIN)
- Schukowski (Ramenskoje) – Russisches Testzentrum (Zentrales Aerohydrodynamisches Institut, Michail-Gromow-Hochschule für Flugforschung)[13]
- Istres-Le Tubé, Cazaux und Toulouse-Francazal (letzteres 2010 geschlossen) – DGA Essais en vol (früher: Centre d’essais en vol, CEV)